# Gatujuristerna
Gatujuristerna är en allmännyttig ideell förening bestående av juriststudenter som erbjuder kostnadsfri juridisk rådgivning till hemlösa och andra socioekonomiskt utsatta i Stockholm och Uppsala.

## Historia
Verksamheten startade 2005 som ett gemensamt projekt mellan Juridiska Föreningen vid Stockholms Universitet och tidningen Situation Sthlm.  Verksamheten har uppmärksammats i media och varit föremål för en radioföljetong i Verkligheten i P3. Den har även utgjort förlaga till liknande projekt vid andra orter, som Faktumjuristerna i Göteborg. 

## Verksamhet
Rådgivningen sker i samarbete med ett flertal dagverksamheter drivna av Stockholms Stadsmission, Convictus, Frälsningsarmén samt vissa medborgarkontor. Till och med 2021 var samtliga i Stockholmsområdet. Sedan 2022 erbjuds rådgivning även i Uppsala. Antalet aktiva rådgivare inom föreningen uppgår i oktober 2022 till omkring 180 juriststudenter, utspridda på sammanlagt 11  anläggningar.
Sedan våren 2021 har Gatujuristerna utöver detta en processgrupp, vars medlemmar ställer upp som ombud i förvaltningsrättsliga processer och andra långvariga ärenden. Denna verksamhet bedrivs i samarbete med Equal, Riksförbundet för social och mental hälsa (RSMH) och FUB. 

## Utmärkelser
Den 1 oktober 2021 mottog organisationen Katarina Taikon-priset, för sitt arbete med att stärka och skydda mänskliga rättigheter i Stockholms stad.